# Lakušník štítnatý
Lakušník štítnatý (Batrachium peltatum, syn.: Ranunculus aquatilis) je druh rostliny z čeledi pryskyřníkovité (Ranunculaceae).

## Popis
Jedná se o jednoletou až vytrvalou vodní bylinu, která může po vyschnutí růst i na bahnitých substrátech. Lodyha je větvená a lysá, podle stanoviště může dorůstat délky 40–200 cm. Listy jsou střídavé, vyskytuje se zde heterofylie, vytváří se lupenité listy plovoucí na hladině (nebo u terestrických forem), čepele jsou na obrysu ledvinité 3–5, zřídka až 7 laločné až klané, ale nejvýše do třetiny (zřídka až do poloviny) délky čepele (bráno odshora) členěná . Zato ponořené listy jsou zcela jiné, niťovité, několikrát dlanitosečné s niťovitými úkrojky, 3–5 cm dlouhé, kratší než příslušný lodyžní článek. Na bázi listů jsou palisty. Květy jsou jednotlivé, oboupohlavné a pravidelné s víceméně kuželovitým květním lůžkem, vykvétají nad hladinou a jsou opylovány hmyzem (entomogamie). Plodní stopka bývá delší než 5 cm a je delší než řapík příslušného lupenitého listy. Kališních lístků je 5, jsou zelené. Korunních je většinou také pět, jsou bílé, na bázi se žlutou skvrnou. Květy jsou relativně velké (větší než u podobného lakušníku vodního (Batrachium aquatile), korunní lístky jsou asi 9–20 mm dlouhé. Tyčinek je asi 15–25, pestíků asi 30–40. Plodem je nažka, na vrcholu zakončená krátkým zobánkem, nažky jsou uspořádány na květním lůžku do souplodí. Nezralé nažky jsou chlupaté, za zralosti někdy olysávají, úzký křídlatý lem chybí. Plody se šíří vodou (hydrochorie). Počet chromozómů je 2n=16, 32 nebo 48, jedná se o diploid, tetraploid nebo hexaploid.

## Rozšíření
Přesné rozšíření je sporné kvůli taxonomickým obtížím, ale druh je patrně rozšířen na většině území Evropy s přesahem ke Kavkazu a do severní Afriky.
V České republice to je celkem běžný druh, je rozšířen od nížin do podhůří. Je však nutno brát v úvahu, že hlavně dříve nebyl v ČR odlišován od druhu lakušník vodní, např. Květena ČR ho udává pouze jako varietu B. aquatilis, proto mnohé údaje o výskytu lakušníku vodního se mohou vztahovat k druhu Batrachium peltatum. Naopak mnoho autorů neuznává samostatný druh lakušník Baudotův (Batrachium baudotii) a dávají ho sem jako poddruh lakušníku štítnatého (Ranunculus peltatus subsp. baudotii).

## Ekologie
Jedná se o vodní rostlinu, která může po vyschnutí vegetovat i na obnažených dnech. Ve stojatých vodách, zřídka i v pomalu tekoucích, často vytváří monodominantní rozsáhlé porosty nebo porosty smíšené s jinými vodními rostlinami. Je to typický druh vegetace vodních rostlin v mělkých, krátkodobě vysychajících vodách svazu Ranunculion aquatilis, zvláště pak asociace Ranunculetum aquatilis.